# Evangelische School voor Journalistiek
De Evangelische School voor Journalistiek (ESJ) bestaat uit twee HBO-opleidingen voor Journalistiek en (inmiddels) Communicatie die aan de Christelijke Hogeschool Ede gevestigd zijn. Van 1978 tot 1995 was de ESJ verbonden aan de Evangelische Hogeschool in Amersfoort.

## Geschiedenis
In 1978 kwamen een aantal vertegenwoordigers van christelijke instellingen bij elkaar om na te denken over een christelijk perscentrum. De initiatiefnemers waren Arie Baanstra (vanuit de Evangelische Omroep), Jan van der Graaf (Gereformeerde Bond) en Rob Matzken (Evangelische Hogeschool). Vanuit deze bijeenkomst(en) ontstond het idee om een christelijke opleiding voor journalistiek te starten. Hiermee wilde men tegenwicht bieden tegen de School voor Journalistiek in Utrecht, op dat moment de enige bestaande opleiding voor journalistiek. Het onderwijs zou daar volgens de initiatiefnemers te "links" zijn.
De net gestarte Evangelische Hogeschool (EH) in Amersfoort werd gevraagd de opleiding te herbergen. De EH zag wel wat in het idee. Aanvankelijk was het de bedoeling dat journalistiek als aparte richting deel zou uitmaken van een opleiding Massacommunicatie. De EH had op termijn het streven een christelijke universiteit te vormen waar deze opleiding dan goed in zou kunnen passen. Er werd ook nog kort gezocht naar samenwerking met het Christelijk Nationaal Vakverbond (CNV), omdat deze ook een opleiding journalistiek wilde beginnen. Omdat het CNV een meer "algemeen-christelijke" school voor ogen had strandde de samenwerking.
De opleiding – in eerste instantie twee jaar - ging van start in 1978 met tien aanmeldingen. De eerste studenten werden geworven uit het al bestaande basisjaar van de EH. De opleiding werd in 1982 uitgebreid naar drie jaar. In datzelfde jaar werden – met overheidssteun – twee nieuwe journalistiekopleidingen gestart in Zwolle en Tilburg. De steun betekende dat zij door de overheid bekostigd worden. De ESJ kreeg deze goedkeuring niet. Studenten hadden wel recht op studiefinanciering, en de school kan erkende diploma’s uitgeven, maar was voor de bekostiging tot 1997 afhankelijk van de achterban.
In 1991 kreeg de EH te maken met een bestuurscrisis. Een gevolg daarvan waren dat de plannen voor de vestiging van een christelijke universiteit definitief van de baan zijn. Er worden gesprekken aangeknoopt met hogeschool Felua over het verplaatsen van de opleiding journalistiek. In 1994 fuseerde Felua zelf met De Vijverberg, waarbij de huidige naam Christelijke Hogeschool Ede aangenomen werd. In 1995 kwam ook de ESJ vanuit Amersfoort erbij. In de jaren tachtig was deze optie al vaker door Felua geopperd, maar de boot was afgehouden door de EH. De naam ESJ verdween langzaam op de achtergrond, hoewel een officiële naamsverandering nooit heeft plaatsgevonden. In Ede kreeg de school de toevoeging Journalistiek & Voorlichting. Sinds 1997 wordt de school door de overheid bekostigd. In 2000 werd de ESJ opgesplitst in de opleiding Journalistiek en de opleiding Communicatie.

## Identiteit
In de begintijd van de ESJ hadden bijna alle studenten een kerkelijke achtergrond. Ze waren afkomstig uit allerlei richtingen binnen het protestantse christendom, zij het dat studenten met een bevindelijk gereformeerde achtergrond minder vertegenwoordigd waren. Gemiddeld melden zich jaarlijks 60 tot 70 studenten aan.
Ook hebben nog steeds veel studenten een christelijke achtergrond, zij het minder dan in de beginjaren. Binnen de opleiding leek lange tijd sprake van twee modellen. Eén model dat meer de nadruk legde op de "getuigende" functie van journalisten, de ander besteedde meer aandacht aan het verwerven van "professionele" vaardigheden voor het beroep van journalist. De tweede stroming leek onder studenten meer aanhang te hebben.
Er bestonden vooroordelen over de ESJ. Zo werd de school door sommigen meer gezien als veredelde Bijbelschool.

## Bekende oud-studenten
- Hildebrand Bijleveld
- Leo Blokhuis
- Tijs van den Brink
- Jacco Doornbos
- Ronald Koops
- Sjirk Kuijper
- Wouter Kurpershoek

- Geertjan Lassche
- Margriet van der Linden
- Christa Rosier
- Rachel Rosier
- Hilbrand Rozema
- Henk van Steeg
- Manuel Venderbos
- André Zwartbol

Christelijke Hogeschool Ede · Hogeschool Windesheim · Fontys Hogeschool · Hogeschool van Utrecht